# 半田玲子
半田 玲子（はんだ れいこ、1965年 - ）は、石川県金沢市出身の日本の元トランポリン競技選手。金沢大学附属小学校、金沢大学附属中学校、金沢二水高校、金沢大学卒。金沢学院短期大学教員。
全日本トランポリン競技選手権大会で第18回(1981年)から第26回(1989年)まで女子個人の部で優勝した。父親は開業医。